# Prototype Fast Breeder Reactor
Le Prototype Fast Breeder Reactor (PFBR, en français : réacteur rapide surgénérateur prototype) est un réacteur nucléaire à neutrons rapides surgénérateur de 500 MWe actuellement en construction à Kokkilamedu, près de Kalpakkam, dans l'État du Tamil Nadu, en Inde. Le Centre Indira Gandhi pour la recherche atomique (en) (IGCAR) est responsable de la conception de ce réacteur. L’installation s’appuie sur les décennies d’expérience acquises dans l’exploitation du Fast Breeder Test Reactor (en) (FBTR) de faible puissance. Au départ, la construction du réacteur devait s’achever en septembre 2010, mais il y a eu plusieurs retards. La mise en service de PFBR est prévue pour décembre 2024, soit plus de 20 ans après le début de la construction et 14 ans après la date de mise en service initiale. Le coût du projet a doublé, passant de 3500 crores ₹ à 7700 crores ₹ en raison des multiples retards. Le projet détient actuellement le tristement célèbre record d’être le plus long projet de réacteur nucléaire en construction au monde,.